# Basilosàurids
Els basilosàurids (Basilosauridae) són una família de cetacis extints que visqueren als mars tropicals de l'Eocè superior.

## Taxonomia
- Família Basilosauridae
  - Subfamília Basilosaurinae
    - Gènere Basilosaurus
    - Gènere Basiloterus
    - Gènere Cynthiacetus

  - Subfamília Dorudontinae
    - Gènere Ancalecetus
    - Gènere Chrysocetus
    - Gènere Cynthiacetus
    - Gènere Dorudon
    - Gènere Ocucajea
    - Gènere Masracetus
    - Gènere Saghacetus
    - Gènere Stromerius
    - Gènere Tutcetus
    - Gènere Zygorhiza

  - Subfamília Pachycetinae
    - Gènere Antaecetus
    - Gènere Perucetus
    - Gènere Platyosphys

  - Altres
    - Gènere Basilotritus
    - Gènere Pachycetus
    - Gènere Sulaimanitherium